# أم الربيع (نهر)
أُمُّ الرَّبِيعِ أحد أكبر أنهار المغرب. ينبع من سلسلة جبال الأطلس المتوسط ويتجه غربا ليصب في المحيط الأطلسي عند مدينة آزمور الماثلة على ضفته اليسرى. يبلغ طوله 555 كم، ويصل معدل تصريفه للمياه إلى 117 متر مكعب في الثانية (م³/ث). هو بذلك يُعدّ ثاني نهر في البلاد من حيث الطول وحجم المياه المُصَرَّفَة.
يعد واديا تساوت والعبيد أهم روافد لنهر أم الربيع. كلاهما يَرْفِدَانِهِ من جهة الجنوب (على يساره)، وهما نابعان من جبال الأطلس الكبير.
لنهر أم الربيع دلالة تاريخية مهمة؛ فقد ظل لقرون يمثل الحدود السياسية بين إمارتي فاس ومراكش، إلى حين بداية الاحتلال الفرنسي، بحيث كانت الأراضي الواقعة جنوب النهر تابعة لمراكش، والأراضي الواقعة شماله تابعة لفاس. كما يشكل أيضا في أسفله حدا فاصلا بين قبائل الشاوية الممتدة على يمينه، وقبائل دكالة والرحامنة والسراغنة الممتدة على يساره. بل ويلعب دورا حتى في التقسيم الإداري الحديث بالمغرب، بحيث يحد جزئيا بين جهتي مراكش آسفي والدار البيضاء سطات، ويفصل بين ثلاثة أقاليم من هذه الأخيرة.

## الاسم
الاسم الأصح للنهر هو «أم ربيع»، بدون تعريف المضاف. كذلك هو دارج على ألسنة الناس، وكذلك ذكره المؤرخ محمد الإدريسي في «نزهة المشتاق»، لكنه عند هذا الأخير قرية على الضفة الجنوبية للنهر.[محل شك] أما حديثا فيُصطلَح على القرية المندثرة بأم ربيع، وعلى النهر بأم الربيع، بتعريف المضاف إليه.
ذكر بَلِنْيُوس الأكبر نهرا باسم «Anatis» (أنَتيس) في روايته لرَحْمَانِيَّةِ بُلِبْيُوس التي أنجزها هذا الأخير على طول السواحل المحيطية لموريطانيا (وليس موريتانيا) في عام 146 قبل الميلاد. وقد عيِن بلنيوس موضع هذا النهر جنوب نهر اللُّكوس على بعد 205 أميال رومانية باتباع خط الساحل، أي حوالي 300 كم، مما لا يدع مجالا للشك في كونه نهر أم الربيع. ويبدو أن نهر أم الربيع عُرف أيضا باسم «Asana» (أسَنا) الذي ذكره بلنيوس نفسه في موضع آخر.
نُسخ لفظ هذا الاسم بالحرف اللاتيني بأشكال مختلفة. كتبه البرتغال في السابق «Morbeia»، والفرنسيون «Morbea» و«Morbia». ولا يزال النسخ اللفظي المعاصر للاسم بالحرف اللاتيني يعرف اضطرابا، على أن النسخ الشائع هو «Oum-er-Rbia».

## توصيف
ينبع نهر أم الربيع من جبال الأطلس المتوسط على ارتفاع 1,800 م على بعد 26 كم من مدينة مريرت، و40 كم من مدينة خنيفرة. ويجري نحو الجنوب الغربي في مجرى عميق سريع حتى مدينة خنيفرة ثم يدخل بعدها سهل تادلة حيث يرفده فيه عن يساره نهر العبيد كما يرفده بعده وعن يساره أيضا النهر المؤلَّف من وادي تساوت والوادي الأخضر وبعد ذلك يغير النهر اتجاهه حيث يتجه نحو الشمال الغربي مشكلا الحدود بين سهلي الشاوية في الشمال ودكالة في الجنوب ليصب بعد ذلك في المحيط الأطلسي بمدينة أزمور حيث يكون شاطئه الأيمن منخفضا رمليا بينما يكون شاطئه الأيسر صخريا مما يجعل إقامة ميناء عند مصبه أمرا متعذرا وتؤثر موجة المد فيه حتى مسافة 18 كم بدءا من مصبه.
يمر نهر أم الربيع من خنيفرة وقصبة تادلة ويخترق سهول تادلة والشاوية ودكالة.
في أعلى منطقة عيون أم الربيع يتفرع النهر لعدة أنهار رافدة صغيرة متساوية العرض.
نهر أم الربيع به أكثر من 47 عينا منها الحلوة والمالحة، وتصل غزارته في فترة الفيضان التي تتفق مع فصلي الشتاء والربيع إلى 200 متر مكعب في الثانية، بينما تنخفض في فترة الجفاف ولا سيما في نهاية الصيف ومطلع الخريف إلى 25 مترا مكعبا في الثانية.
نهر أم الربيع من بين أكثر الأنهار تعمقا على طول مجراه، فقد كانت خوانقه تشكل حاجزا منيعا في وجه التحركات السكانية، ما يفسر كونه يمثل عبر التاريخ حدودا سياسية وقبلية. وما يزال يشكل عقبة تجاوز على المستوى المحلي، مع زوالها على المستوى الإقليمي بفعل مختلف القناطر الطرقية والحديدية.
يبلغ طول نهر أم الربيع 555 كم، وقد يتجاوزه إلى 604 كم إذا ما اعتُبِر وادي فلات مجرًى أعلى له.

### الحوض المائي
يمتد الحوض المائي لنهر أم الربيع على مساحة 35,000 كم².

### روافد
من روافد نهر أم الربيع نهر سرو ونهر اشبوكة ووادي وَوْمانة.
وادي درنة. وادي العبيد، يلاقيه في موضع يسمى ترماست. وادي تساوت، ويسمى الوادي الأخضر في أسفله.

### المصب
يعرف مصب نهر أم الربيع انسدادات متكررة تؤدي إلى اضطراب نظامه البيئي.

## تاريخ
عبر العقيدُ شارل مَنجان نهرَ أم الربيع في مشرع ابن عبو في غشت 1912 م، وذلك في إطار الغزو الفرنسي للمغرب.

## تهيئة

### قناطر
القنطرة ذات العشر أقواس التي بناها[متى؟] المولى إسماعيل في قصبة تادلة.[بحاجة لمصدر]

### تطويع الإنسان للنهر[10]
يتم استغلال تدفق مياه نهر أم الربيع من أجل توليد الطاقة الكهربائية. وقد شُرِع في تشغيل محطة أم الربيع في ديسمبر 2004، وتبلغ قدرتها 220 كيلوواط، وتزود 18 قرية، أي 556 بيت وبنايات إدارية تابعة لجماعة عيون أم الربيع وذلك في شبكة منعزلة.[بحاجة لمصدر]

#### سدود
شُيِّدَ أول سد في المغرب بين عامي 1925 و1929 مـ بمنطقة ابن معاشه على نهر أم الربيع لغرض إنتاج الكهرباء فقط. لكن ابتداء من عام 1952، عمل سد سعيد بن معاشه خزانا لمحطات ضخ ومعالجة المياه التي تغذي مدينة الدار البيضاء. يبلغ علوه 29 مـ.

في عام 1936، تم بناء سد القصبة الزيدانية الواقع جنوب غرب مدينة قصبة تادلة وشرق مدينة الفقيه ابن صالح.

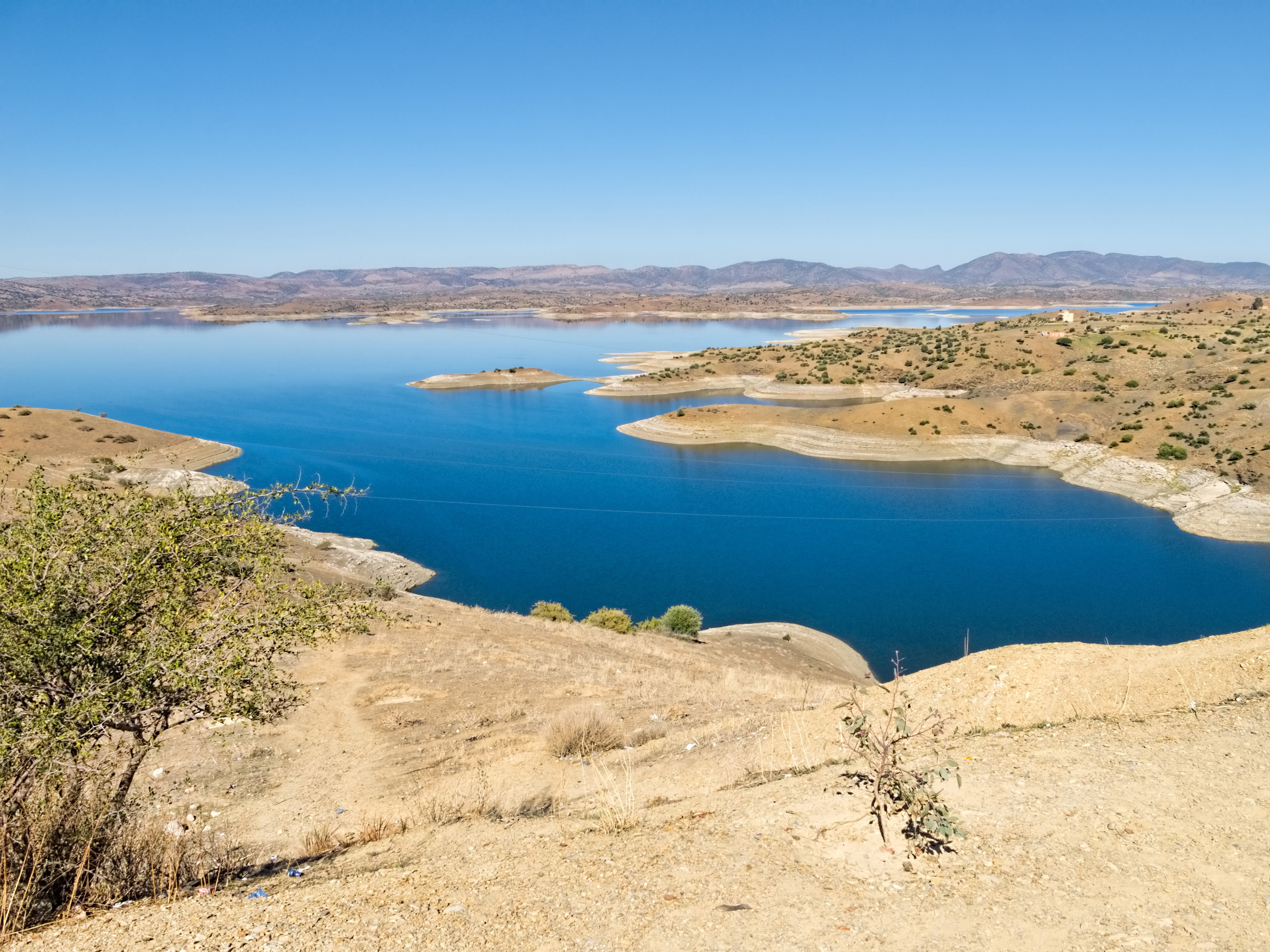
صورة للبحيرة التي شكلها سد أحمد الحنصالي على نهر أم الربيع في منتصف طريقه بين مدينتي خنيفرة وقصبة تادلة (نوفمبر 2015)

أُقيم عليه أكثر من 11 سدا في إطار سياسة السدود التي اتبعها الحسن الثاني. من أعلى النهر إلى أسفله: سد تِكليت (أو تِقليت؟) (صغير). سد تَنفنيت البرج (صغير). سد أحمد الحنصالي (كبير). سد أيت مسعود (صغير). سد تادلة (صغير). سد المسيرة (ضخم، هو ثاني أكبر سد في المغرب). سد إمفوت (صغير، علو 50 م). سد الدورات (صغير). سد سعيد بن معاشُه. دَيْك سيدي الضاوي (سد صغير)./ سد أفُرار؟
سدود على روافد أم الربيع: سد الحسن الأول.
- على وادي العبيد: سد بين الويدان (علو 132 م). سد أيت وردة.
- على وادي تساوت/الوادي الأخضر: سد الحسن الأول. سد السيد إدريس (صغير).
  - على روافد الوادي الأخضر: سد مولاي يوسف (وهو في جزئين).

يموت عشرات الأشخاص كل سنة غرقا في نهر أم الربيع وخاصة في بحيرات السدود التي على مجراه. ومع بداية فصل الصيف من كل سنة، وهو الفصل الذي يكون فيها الإقبال كبيرا على النهر وبحيرات سدوده، تنظم وكالة الحوض المائي لأم الربيع حملة تحسيسية تنبه من خلالها الساكنةَ على مخاطر السباحة في هذه الأماكن. ووفق الوكالة نفسها فإن هذه المخاطر تكمن في العمق الكبير لبحيرات السدود والذي قد يتجاوز 100 مـ، وقوة التيارات المائية التي بداخلها، بالإضافة إلى كميات الأوحال الكبيرة التي تراكمها على جنباتها وفي قعرها.

#### إمداد المياه
يُشَكِّلُ نهر أم الربيع مصدر مياه الشرب لكل من المراكز الحضرية الرئيسة في سهل تادلة، ومدينة الجديدة الساحلية، والتجمع السكاني الضخم في الدار البيضاء. هذه الأخيرة تستمد نصف حاجياتها من مياه الشرب من سد سعيد بن معاشُه، وذلك بعد تصفيتها ونقلها عبر قناة طولها 118 كم.[بحاجة لتحديث]
يبلغ طول مجموع قنوات المياه النابعة من نهر أم الربيع، والواقعة تحت رقابة وكالة الحوض الهيدروليكي لأم الربيع، 87 كم.

## تلوث
17 مصب عشوائي بمدينة قصبة تادلة تقذف مياها عادمة. غياب محطات لمعالجة المقذوفات السائلة الملوثة.
في 14 ديسمبر 2019، شَهِدَتْ بحيرة سد أحمد الحنصالي القائم على نهر أم الربيع بالقرب من مدينة زاوية الشيخ موت الآلاف من أسماكها بسبب تدفق الرواسب المائية الناتجة عن عصر زيت الزيتون. هذه الأخيرة كانت سببا في نقص حاد للأكسجين في مياه البحيرة، مما أدى إلى اختناق الأسماك.
في بداية يونيو 2020، نَفَقَتْ أعداد كبيرة من الأسماك في نهر أم الربيع بالقرب من مدينة آزمور، على طول طول كيلومترات ابتداءً من مَصَبِّه. وقد حَلَّتْ لجنة بيئية تم تشكيلها بأمر من عامل إقليم الجديدة يوم الأربعاء 3 يونيو بنهر أم الربيع لمعاينة تلوثه عن قرب. وقد دَّلَتْ نتائج تحليلات مخبرية أُجْرِيَتْ على عينات من مياه أم الربيع الملوثة على أن النقص الحاد للأكسجين هو سبب نفوق الأسماك. هذا النقص راجع بدوره إلى التكاثر السريع للعوالق النباتية (طحالب) وارتفاع تركيزها في المياه، في ما يدعى ظاهرةَ الازدهار الطحلبي.

## استجمام
يعرف منبع نهر أم الربيع قدوم الكثير من السياح من داخل المغرب وخارجه خصوصا في فصلي الربيع والصيف مما يساهم في رواج اقتصاد المنطقة بشكل كبير.

### عيون أم الربيع

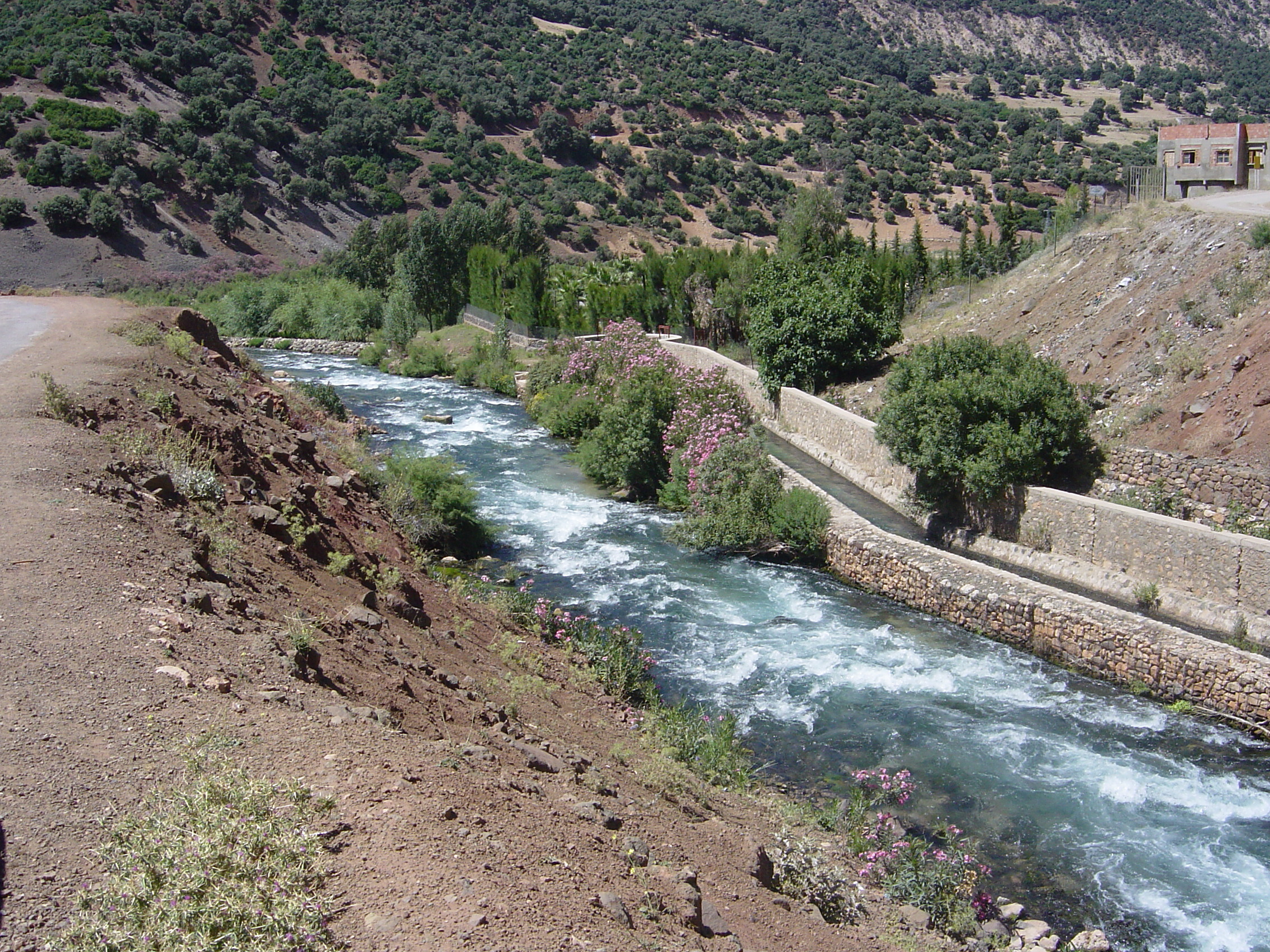
منطقة عيون أم الربيع في صيف 2006

عيون أو منابع أم الربيع منطقة استجمامية تقع على بعد 45 كم شمال شرق مدينة خنيفرة.

## هوامش
1. ↑  جاء في موسوعة معلمة المغرب (المجلد 3، الصفحة 781) مدخلان: أم ربيع، عن القرية البائدة؛ وأم الربيع، عن النهر.

### استشهادات
1. ↑  Reader's Digest natural wonders of the world. Pleasantville, N.Y.: Reader's Digest Association. 1980. ISBN:0895770873. OCLC:7274806. مؤرشف من الأصل في 2019-12-07. {{استشهاد بكتاب}}: |archive-date= / |archive-url= timestamp mismatch (مساعدة)
2. ↑  مقالة «نهر أم الربيع» في الموسوعة البريطانية. نسخة محفوظة 25 مارس 2016 على موقع واي باك مشين.
3. ↑  آرون آروسمِث (1832). «A Grammar of Modern Geography» (نَحْوٌ للجغرافيا المعاصرة). لندن. الصفحة 329. نسخة محفوظة 14 يناير 2020 على موقع واي باك مشين.
4. ↑  جيان دُسَنج. «Anatis». الموسوعة البربرية. نسخة محفوظة 30 ديسمبر 2017 على موقع واي باك مشين.
5. 1 2  مصطفى عياد (1411 هـ/1991 مـ)
6. ↑  "مطالب بتهيئة مصب نهر أم الربيع ضواحي أزمور". Hespress - هسبريس جريدة إلكترونية مغربية. 31 أغسطس 2020. مؤرشف من الأصل في 2020-12-26. اطلع عليه بتاريخ 2020-12-26.
7. ↑  الحاثمي, حسن. "تنسيقية القوى المدافعة عن مصب نهر ام الربيع تنظم وقفة احتجاجية بازمور". جريدة الحوار بريس (بar-aa). Archived from the original on 2020-12-26. Retrieved 2020-12-26.{{استشهاد ويب}}:  صيانة الاستشهاد: لغة غير مدعومة (link)
8. ↑  L'Aurore : littéraire, artistique, sociale / dir. Ernest Vaughan ; réd. Georges Clemenceau | Gallica نسخة محفوظة 6 نوفمبر 2019 على موقع واي باك مشين.
9. ↑  A la conquête du Maroc Sud avec la colonne Mangin, 1912-1913. Lettre-préface du général Charles Mangin / Capitaine Cornet,... | Gallica نسخة محفوظة 6 نوفمبر 2019 على موقع واي باك مشين.
10. ↑  :: Agence du Bassin Hydraulique de l'Oum Er Rbia :: نسخة محفوظة 5 أبريل 2019 على موقع واي باك مشين.
11. ↑  «سد سعيد بن معاشه». موقع وزارة الماء المغربية. نسخة محفوظة 7 يناير 2016 على موقع واي باك مشين. [وصلة مكسورة]
12. ↑  (1987) Albert Adu Boahen. «أفريقيا تحت الهيمنة الاستعمارية، 1880-1935». الصفحة 475. نسخة محفوظة 14 يناير 2020 على موقع واي باك مشين.
13. ↑  "وكالة نهر "أم الربيع" تحذر من مخاطر السباحة في السدود | افادة". ifada.ma (بالإنجليزية). Archived from the original on 2020-07-14. Retrieved 2020-07-14.
14. ↑  جان لو (1962). الصفحة 555.
15. ↑  (2013). «تقييم نوعي وتحديد مصادر تلوث الحوض المائي لأم الربيع، المغرب.» مجلة Larhyss. [بالفرنسية] "نسخة مؤرشفة" (PDF). مؤرشف من الأصل في 2019-11-10. اطلع عليه بتاريخ 2019-11-10.{{استشهاد ويب}}:  صيانة الاستشهاد: BOT: original URL status unknown (link)
16. ↑  ":: Agence du Bassin Hydraulique de l'Oum Er Rbia ::". www.abhoer.ma. مؤرشف من الأصل في 2020-02-15. اطلع عليه بتاريخ 2020-08-23.
17. ↑  محمد البصيري (2017). «نهر أم الربيع: قلب وذاكرة تادلة – بين الحنين للماضي وحسرة الحاضر». جريدة الرأي المغربية. نسخة محفوظة 2 نوفمبر 2019 على موقع واي باك مشين.
18. ↑  مقالة بجريدة Article19.ma الإلكترونية. 19 ديسمبر 2019. نسخة محفوظة 10 يناير 2020 على موقع واي باك مشين.
19. ↑  "أزمور: نفوق «غامض» لأسماك على ضفاف وادي أم الربيع". 3 يونيو 2020. مؤرشف من الأصل في 2020-06-18.
20. ↑  "بالصور: لجنة بيئية تحل على إستعجال بنهر أم الربيع بأمر من عامل إقليم الجديدة لإنقاذ نهر أم الربيع". الجديدة اكسبريس. مؤرشف من الأصل في 2020-06-28. اطلع عليه بتاريخ 2020-06-28.
21. ↑  author. "التحاليل المخبرية ترجع نفوق اسماك ام الربيع إلى النقص في الأكسجين بمياه النهر من جراء الملوثات في مقدمتها مياه الصرف الصحي." www.casapress.net. مؤرشف من الأصل في 2020-07-14. اطلع عليه بتاريخ 2020-07-14. {{استشهاد ويب}}: |الأخير= باسم عام (مساعدة)

### ببليوغرافيا
- فردريك فَيسغربر (1904). «Trois mois de campagne au Maroc : étude géographique de la région parcourue» (ثلاث أشهر في البادية المغربية: دراسة جغرافية للمنطقة المَجُوبة). الصفحات 180-184. (بالفرنسية)
- سِلِرييه، جان؛ شَرطون، ألبير (1924). «رسوم مقطعية طولية للمجاري المائية المغربية». في Annales de Géographie (سِجِلّات الجغرافيا). العدد 183. سنة 1924. الصفحات 286-296. (بالفرنسية)
- لُموان، إيف؛ بُركار، جاك. «مشروع استغلال نهر مغربي: أم الربيع». مجلة الجغرافيا الفيزيائية والجيولوجيا الحركية 6 (1933). (بالفرنسية)
- جان لو (1962). «أم الربيع. دراسات عن نهر كبير في الجبال المغربية.» مجلة الجغرافيا الألبية، المجلد 50، العدد 4، الصفحات 519-555. (بالفرنسية)
- بيير غَبير (1963). تقرير عن «أم الربيع. مساهمة في الدراسة الهيدرولوجية لنهر مغربي.» Méditerranée (مِدِتِرَنيه). (بالفرنسية)
- «دراسة هيدرولوجية لأم الربيع». المملكة المغربية. وزارة الأشغال العامة والاتصالات. مديرية الهيدروليكا. 1972. (بالفرنسية)
- مقالة «الينابيع الأربعين لأم الربيع» في كتاب «Reader's Digest Natural Wonders of the World». سنة 1980. الصفحات ابتداءً من 284. (بالإنجليزية)
- مصطفى عياد (1411 ھ/1991 م). «أم الربيع». معلمة المغرب، المجلد 3، الصفحات 781-785.
- رشيد حسين (2002)، «وشم الذاكرة: معالم أمازيغية في الثقافة الوطنية». في هذا الكتاب نص عن اسم وَنسِفن الأمازيغي.
- شَبُنيير، آن؛ سمَختين، فلدمير (2006). «مراجعة لسِنَريوهات تغير المناخ وتحليل أولي لمنحى هطول الأمطار في حوض أم الربيع، المغرب». المعهد الدولي لتدبير المياه (IWMI). (بالإنجليزية)
- صلاح الدين الغوطي (2013). بحث إجازة بعنوان «أهمية وادي أم الربيع بمدينة خنيفرة» تحت إشراف مصطفى العرجي. مكناس: جامعة مولاي إسماعيل.
- (2013). «تقييم نوعي وتحديد مصادر تلوث الحوض المائي لأم الربيع، المغرب.» مجلة Larhyss. (بالفرنسية)
- مقالات عبد اللطيف عوام (2016)
  - المقالة الأولى
  - المقالة الثانية
  - المقالة الثالثة
  - المقالة الرابعة
- كيرات؛ مساعد؛ المرزوق (2016). «دراسة هيدروجيولوجية لعيون أم الربيع والبحيرات المجاورة: أية علاقة؟» مكناس: جامعة مولاي إسماعيل. مجلة التخصصات المتداخلة. (بالفرنسية)
- https://jadidinfo.com/article-14777.html
- خولة المتقن (2018). بحث تخرج بعنوان «تقييم جودة الموارد المائية في حوض أم الربيع؛ أثر مصادر التلوث». فاس: جامعة سيدي محمد بن عبد الله، كلية العلوم والتقنيات. (بالفرنسية)
- مصطفى الجكاني وآخرون (2019). «أثر المُنشآت البشرية على التطور المُرفودينامي لنظام مَصَبِّي: حالة مصب أم الربيع (آزمور، المغرب)». مجلة العلم والهندسة البحريين (Journal of Marine Science and Engineering). (بالإنجليزية)
- خديجة أُعيسى وآخرون (2020). «أثر التطهر الذاتي لنهر أم الربيع في القضاء على إطلاقات الأسماك». بني ملال: جامعة مولاي سليمان. (بالإنجليزية)

## وصلات خارجية
- موقع وكالة الحوض الهيدروليكي لأم الربيع (ABHOER)